# 北鈴蘭台車站
北鈴蘭台站（日语：／ Kita-Suzurandai eki */?）是位於兵庫縣神戶市北區甲榮台，屬於神戶電鐵有馬線的鐵路車站。車站編號為KB07，標高346公尺。

## 歷史
- 1970年（昭和45年）4月6日 - 本站開業[1]。
- 1980年（昭和55年）9月 - 車站改建[1]。
- 1981年（昭和56年）10月 - 車站大樓改建工程竣工[1]。
- 1994年（平成6年）10月 - 車站無障礙化，設置電梯[1]。

## 車站構造
本站為側式月台2面2線的橋上車站。站房和月台皆位於壕溝上。驗票口和車站大廳位於地下一樓，月台則位於地下2樓。驗票口外設有商店。

### 月台
| 月台 | 路線   | 方向 | 目的地            |
| ---- | ------ | ---- | ----------------- |
| 1    | 有馬線 | 下行 | 往 有馬溫泉、三田 |
| 2    | 有馬線 | 上行 | 往 新開地         |

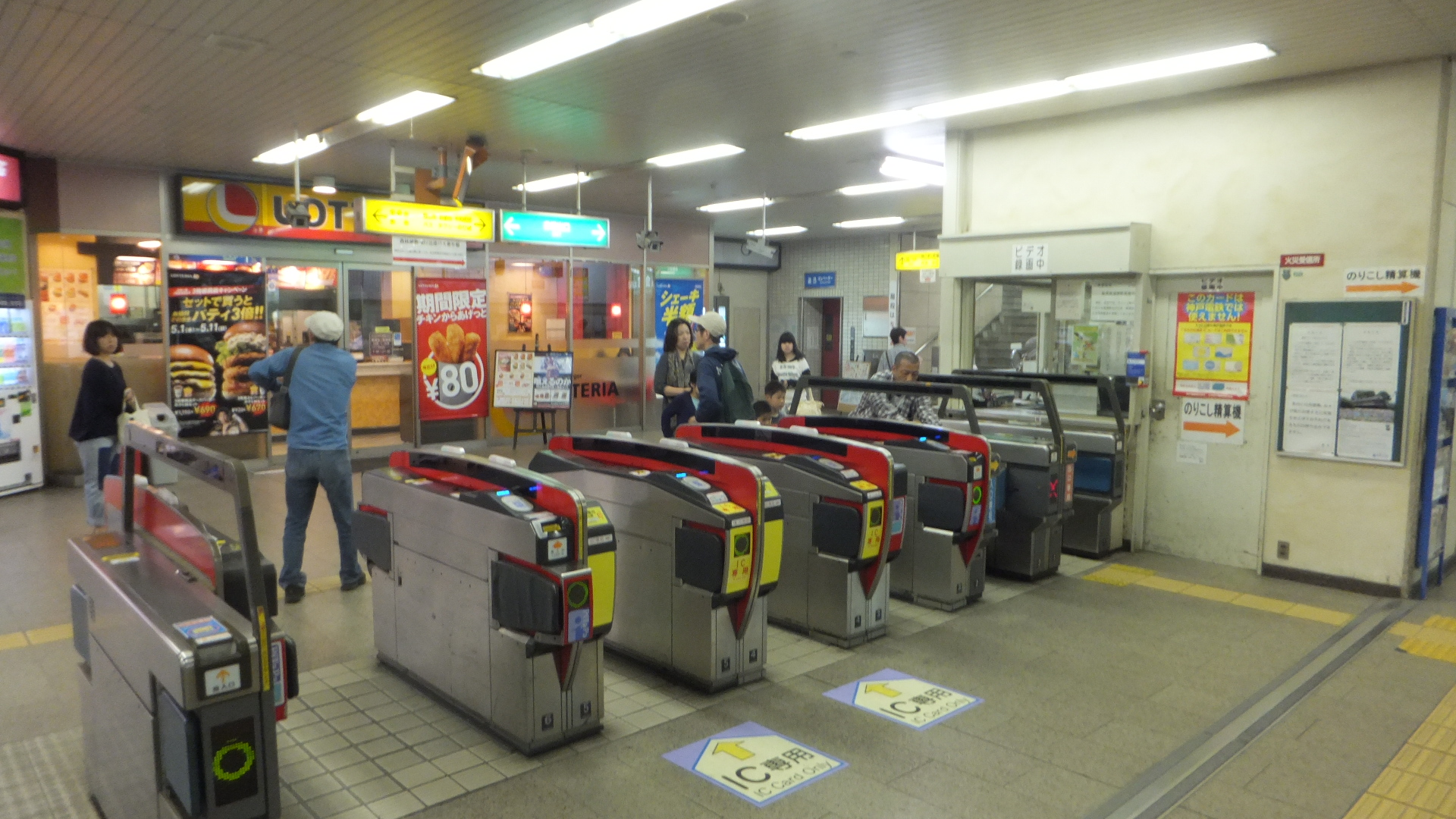
驗票口(2014年5月)
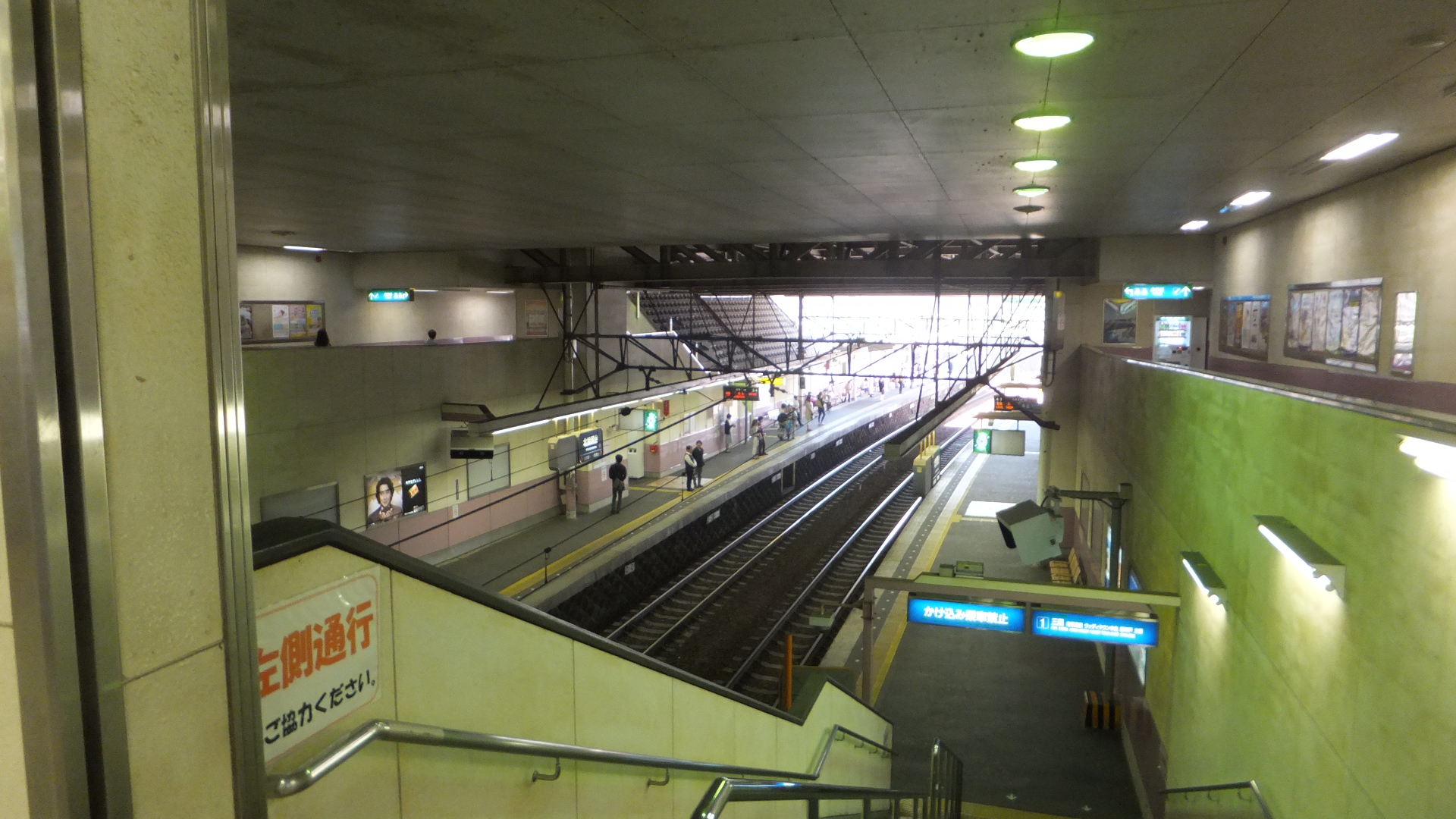
月台(2014年5月)

## 使用狀況
2017年的1日上車人次為6,107人，在神戶電鐵中排行第4。

## 車站周邊
- 計程車招呼站（神鐵計程車）
- 神戶北鈴蘭台郵局[2]
- 三井住友銀行[2]
- 里索那銀行
- 神戶北警察署
- 神戶弘陵學園高等學校[2]
- 兵庫縣立神戶甲北高等學校
- 兵庫縣立神戶特別支援學校
- 神戶市立櫻之宮小學校
- 神戶市立櫻之宮中學校
- 神鐵食彩館（神戶電鐵直營超市）
- Co-op Kobe（日语：生活協同組合コープこうべ）
- 地域醫療機能推進機構神戶中央醫院（日语：地域医療機能推進機構神戸中央病院）
- 春日醫院

### 公車路線
站前設有公車站「北鈴蘭台站前」，可搭乘阪急巴士與神戶市立森林植物園免費接駁巴士（一天8班）。
| 系統 | 目的地                           | 主要行經地                       | 備註     | 營運公司 |
| ---- | -------------------------------- | -------------------------------- | -------- | -------- |
| 19   | 泉台7丁目                        |                                  |          | 阪急巴士 |
| 19   | 筑紫之丘5丁目                    |                                  |          | 阪急巴士 |
| 20   | 泉台7丁目                        |                                  |          | 阪急巴士 |
| 20   | 若葉台4丁目→中央醫院→惣山町1丁目 | 若葉台4丁目→中央醫院→惣山町1丁目 | 循環系統 | 阪急巴士 |
| 22   | 惣山町1丁目                      | 中央醫院                         |          | 阪急巴士 |
| 25   | 泉台7丁目                        |                                  |          | 阪急巴士 |

## 相鄰車站
神戶電鐵
 有馬線
■特快速、■急行、■準急、■普通（特快速只會往新開地方向運行）
鈴蘭台（KB06）－北鈴蘭台（KB07）－山之街（KB08）

## 外部連結
- 北鈴蘭台 - 神戶電鐵